# Angèle Durand
Angèle Durand, bürgerlich Angèle Caroline Liliane Josette Marie-José DeGeest (* 23. Oktober 1925 in Antwerpen, Belgien; † 22. Dezember 2001 in Augsburg), war eine belgische Sängerin und Schauspielerin, die auch in Deutschland sehr erfolgreich war. Sie war von 1958 bis 1961 mit dem Produzenten Nils Nobach verheiratet. Später war sie eine Zeit lang mit dem Entertainer Lou van Burg liiert.

## Leben
Nachdem Angèle Durand im Alter von sieben Jahren Vollwaise geworden war, wuchs sie bei einer Tante auf und wurde in einem Mädcheninternat in Belgien streng erzogen. Mit 15 Jahren trat sie erstmals als Sängerin auf der Bühne auf. Sie belegte den zweiten Platz eines Nachwuchswettbewerbs. Danach bekam sie Verpflichtungen beim Rundfunk, zunächst in Brüssel, später beim US-Sender AFN in Stuttgart. Sie sang zunächst als Jazzsängerin in der Band des Trompeters Rex Stewart. 1950 durfte sie als Ersatz für eine ausgefallene Sängerin in Brüssel ein Konzert mit dem legendären Duke Ellington singen. Kurze Zeit später ging sie mit ihm auf große Europatournee. Dann bekam sie mehrere Engagements in Varietés sowie Funkaufnahmen beim NWDR und HR. Weitere Stationen ihres Lebens waren Hannover und Hamburg. Ihr erster großer Hit in Belgien war „C’est si bon“. 1950 wurde die deutsche Version von „C’est si bon“ auch in Deutschland ein Hit.
1951 lernte Durand ihren späteren Ehemann Nils Nobach kennen, der ihr Produzent wurde und den sie 1958 heiratete. 1956 erreichte sie mit ihrem Song „So ist Paris“ einen weiteren großen Erfolg, der in mehreren Ländern wochenlang in den Charts vertreten war. Im selben Jahr landete sie mit „C’est magnifique“ einen weiteren Hit, dem 1957 „Melodie d’amour“ folgte. Eine besondere Rarität ist die Single-Schallplatte mit den Titeln „Little Rock“ und „Bye Bye Baby“. Darauf singt Durand mit Bibi Johns die deutschen Fassungen der gleichnamigen (im Original von Marilyn Monroe und Jane Russell gesungenen) Filmsongs aus „Blondinen bevorzugt“.
1957 gehörte sie neben Maurice Chevalier zu den Stars des Kopenhagener Tivoli. Sie machte zahlreiche Tourneen durch ganz Europa mit allen bekannten Künstlern der damaligen Zeit (u. a. zwei Tourneen mit Zarah Leander) und stand auch mit Edith Piaf, Josephine Baker, Peter Kreuder, René Carol, Rudi Schuricke, Liselotte Malkowsky, Erwin Lehn und vielen anderen auf der Bühne. Ihren Titel „Chanson d’amour“ aus dem Jahr 1958 (im Original von Art & Dotty Todd) machte die Gruppe Manhattan Transfer 1977 zum Millionenhit. 1960 nahm sie im Duett mit Rex Gildo und dem Lied „Abitur der Liebe“ an der deutschen Vorentscheidung zum Eurovision Song Contest teil. Neben ihren zahlreichen Fernsehauftritten in Musiksendungen spielte Angèle Durand in den 1950er- und frühen 1960er-Jahren auch in mehreren Musikfilmen mit. U.a. stand sie mit Yves Montand, Cornelia Froboess, Joachim Fuchsberger, Senta Berger, Fred Bertelmann, Karin Dor, Grethe Weiser, Hans Albers und diversen anderen Stars der damaligen Zeit vor der Kamera.
Nach ihrer Scheidung 1961 und dem Wechsel ihrer Plattenfirma hatte sie mit „Ja ich bin die tolle Frau“ einen weiteren großen Erfolg. Anlässlich einer Tournee lernte sie ihren Lebenspartner Lou van Burg kennen, für den sie jahrelang das Management übernahm und dabei auf ihre eigene Karriere verzichtete. Doch auch diese Beziehung scheiterte. Als leidenschaftliche Köchin erfüllte sie sich einen Traum und führte mehrere Jahre ein eigenes Restaurant, wo sie auch selbst gerne kochte.
In den 1970er Jahren begann sie eine zweite Karriere als Schauspielerin auf der Bühne. In mehreren Stücken beim Schleswig-Holsteinischen Landestheater (z. B. in der Uraufführung des Peter Kreuder-Musicals „Wedding Mary“) sowie in Gelsenkirchen (unter anderem im Peter Kreuder-Musical „Madame Scandaleuse“ und als Golde in „Anatevka“ stand sie bis in die 1980er Jahre auf der Bühne. Auch danach zog es sie immer wieder an die verschiedensten Bühnen. 1976 wirkte sie in Rosa von Praunheims Film „Ich bin ein Antistar – Das skandalöse Leben der Evelyn Künneke“ mit. In Paris feierte sie Erfolge als „Mrs. Peachum“ in der „Dreigroschenoper“. 1980 nahm sie eine Langspielplatte mit Liedern von Claire Waldoff auf. Auch die Chansons von Trude Hesterberg nahm sie in ihr Repertoire auf. 1990 nahm sie anlässlich ihres 50-jährigen Bühnenjubiläums die neue Single „Wege, die durchs Leben führen“ und „Denn ich lebe noch“ auf. Sie spielte immer wieder in Musicals (beispielsweise die Dolly in „Hello Dolly“, die Mutter Oberin in „Non(n)sense“ u. a.). 1994 sorgte die Fortsetzung „Non(n)sens II“ in Essen monatelang für ein ausverkauftes Haus.
Des Weiteren hatte sie in den 1970er-, 1980er- und 1990er-Jahren in ganz Deutschland zahlreiche Auftritte auf Galaveranstaltungen und tourte auch mit ihrem Soloprogramm „Das Theater und ich“, in dem sie Lieder ihrer verschiedenen Schaffensperioden sang, Anekdoten aus ihrem Leben erzählte und Texte rezitierte. Auch in Radio und Fernsehen war sie weiterhin ein gern gesehener Gast. So war sie zum Beispiel 1977 in der Fernsehsendung „Musik ist Trumpf“ von Peter Frankenfeld zu Gast, wo sie gemeinsam mit Jacqueline Boyer, Ralf Bendix und ihrem ehemaligen Lebensgefährten Lou van Burg unter dem Motto „Pigalle-Party“ ein Medley von Titeln mit Bezug zu Paris präsentierte. Auch in mehreren im ZDF von Lou van Burg moderierten Evergreenshows war sie in den späten 1970er- und frühen 1980er-Jahren zu Gast. Im Jahr 1984 hat der damals noch neue Fernsehsender RTL sogar ein komplettes 2-stündiges Konzert von Angèle Durand aus den Aachener Kurpark-Terrassen gesendet, wo sie in den 1980er-Jahren immer wieder auftrat. Am 27. November 1993 war sie Studiogast in der 100. Deutschlandfunk-„Wunschnacht“.
Bis zuletzt stand Angèle Durand auf der Bühne, sowohl im Theater als auch mit ihren Gesangsprogrammen. Ihre letzte Verpflichtung, die Mitwirkung in der Operette „Der Vetter aus Dingsda “ in Augsburg, konnte sie jedoch wegen Krankheit nicht mehr wahrnehmen. In Augsburg ist sie dann am 22. Dezember 2001 im Alter von 76 Jahren gestorben.
Nachdem sie einige Jahre in Hamburg an der Außenalster gewohnt hatte, lebte Angèle Durand seit den frühen 1980er-Jahren in Düsseldorf.

## Filmografie
- 1951: Unter dem Himmel von Paris (Sous le ciel de Paris)
- 1951: Die Mitternachtsvenus
- 1953: Käpt’n Bay-Bay
- 1953: Träume auf Raten
- 1953: Knallbonbons
- 1954: Tanz in der Sonne
- 1954: Ein Mädchen aus Paris
- 1955: Die Herrin vom Sölderhof
- 1956: Bonsoir Paris
- 1958: Der lachende Vagabund
- 1958: Mit Eva fing die Sünde an
- 1959: Hula-Hopp, Conny
- 1959: Die feuerrote Baronesse
- 1959: Das Nachtlokal zum Silbermond
- 1960: O sole mio
- 1960: Schlagerparade 1960
- 1960: Das Rätsel der grünen Spinne
- 1962: The Bellboy and the Playgirls (The Bellboy and the Playgirls)
- 1963: Sing, aber spiel nicht mit mir
- 1976: Ich bin ein Antistar – Das skandalöse Leben der Evelyn Künneke
- 1982: Tatort – So ein Tag … (Fernsehreihe)

## Erfolgstitel
Aus den mehr als 250 auf Tonträgern veröffentlichten Titeln hier eine Auswahl der erfolgreichsten (die Schreibungen der Titel entsprechen des Original-Schreibweisen bei Veröffentlichung):
- 1950: C’est si bon
- 1951: Wenn Mademoiselle dich küßt (deutsche Version von „Sous le Ciel de Paris“)
- 1951: September-Song
- 1952: Du, du, du
- 1952: Unter den tausend Laternen
- 1953: Little Rock (Duett mit Bibi Johns)
- 1953: Bye Bye Baby (Duett mit Bibi Johns)
- 1953: Sag’ mir nie wieder Je t’aime
- 1953: Und wenn’s auch Sünde war
- 1954: Der Student von Paris
- 1954: Mehr und mehr
- 1954: Chihuahu
- 1954: Mit Olé
- 1954: Wenn ein Schiff kommt, das nach Hause fährt
- 1954: Sailor’s Boogie
- 1954: Moulin Rouge
- 1954: Ich rufe nach dir
- 1955: Billy Boy (Duett mit Wolfgang Sauer)
- 1955: Ganz Paris träumt von der Liebe
- 1955: Tingeling, Tingeling
- 1956: So ist Paris
- 1956: C’est magnifique
- 1956: Bonsoir Paris, bonjour l’amour
- 1956: Je t’aime
- 1956: Hast du vergessen, daß ich dich noch liebe
- 1956: Einen guten Kameraden (den läßt man nicht allein)
- 1956: Adieu, Monsieur
- 1956: Le grand tour de l’amour
- 1956: Bella Bambinella
- 1956: Mama Nicolini (mit dem Hansen-Quartett)
- 1956: Papa Gaston
- 1957: Herr Lichtenstein – Herr Lichtenstein
- 1957: Johannes
- 1957: Melodie d’amour
- 1957: Je vous adore
- 1957: Che-Lla-Lla
- 1958: Chanson d’amour
- 1958: Bonjour tristesse
- 1958: Rubino
- 1958: Hula Hop
- 1958: Die Girls
- 1958: Goodnight Monsieur
- 1958: O Saracino
- 1959: Apple Blossom Time
- 1959: Wo die Sonne in das Meer versinkt
- 1959: Merci Paris
- 1959: Giddy Up, Boy
- 1959: Im Nachtlokal zum Silbermond
- 1959: Das Leben geht weiter
- 1959: Unser Geheimnis
- 1959: Musik aus dem Himmel
- 1960: Ich fand ein Herz in Portofino
- 1960: Die Cowboys von der Silver-Ranch (mit den Nilsen Brothers)
- 1960: Mais oui
- 1960: Ave Maria No Morro
- 1960: Oh Valentino
- 1961: Oh, oh Antonio
- 1961: Warum bist du so schlecht zu mir
- 1961: Casino de Paris
- 1961: C’est l’amour
- 1961: Er macht Musik am Montparnasse
- 1961: Ja, ich bin die tolle Frau
- 1961: Es fährt ein Schiff nach Java
- 1962: Madame braucht Liebe
- 1962: Berg- und Talbahn
- 1963: Monsieur aus Paris
- 1963: Non Monsieur
- 1963: Eine von vielen
- 1963: So ist l’amour
- 1964: Es war schön
- 1974: So ein schöner Mann
- 1974: Das schönste ist die Liebe
- 1976: C’est la vie (Das Leben ist wunderschön)
- Wie wär’s denn
- Ich bitte dich (schenk mir doch deine Liebe)
- Liebes-Echo (Die Liebe ist das Echo zweier Herzen)
- Meine kleine Herz macht tick-tack für die Liebe
- Pigalle
- Paris, du bist die schönste Stadt der Welt

## Diskografie (Auswahl)
Alben:
Ihre zahlreichen Langspielplatten und Singles, die sie seit den 1950er Jahren immer wieder aufgenommen hat, sind größtenteils nicht als CDs veröffentlicht worden und nur noch schwer erhältlich. Auch von ihren diversen CDs sind viele nur noch gebraucht erhältlich.
Es gibt jedoch einige Neuauflagen sowie neue Compilations mit ihren Hits:
- 1980: Angèle Durand – Lieder der Claire Waldoff (Remastering 2000: Bear Family Records)
- 1984: Angèle Durand – Gala de la Chanson (Heloton Germany)
- 1992: Rendezvous mit Angèle Durand (Bear Family Records – Sound of Music)
- 1995: Angèle Durand – Ja, ich bin die tolle Frau! (Bear Family Records)
- 2013: Angèle Durand – Chanson d’amour – Ihre 50 schönsten deutschsprachigen Lieder (Musictales – Universal)
- 2014: Angèle Durand – Und wenn’s auch Sünde war – Die grossen Erfolge (Musictales)
- 2014: Angèle Durand – Die Cowboys von der Silber-Ranch – Die grossen Erfolge (Musictales)